# Rhynchodendrum
× Rhynchodendrum, (abreviado Rdd) en el comercio, es un híbrido intergenérico entre los géneros de orquídeas Epidendrum × Rhyncholaelia. Fue publicado en Orchid Rev. 111(1254, Suppl.): 96 (2003).